# طارق عبد العزيز
طارق عبد العزيز (4 أغسطس 1968 - 26 نوفمبر 2023)، هو مُمثل مصري ظهر في العديد من الأعمال السينمائية والتلفزيونية. مولود في محافظة سوهاج، تخرج من كلية الحقوق، عمل بداية من عام 1986م في المسرح الجامعي، ثم انضم إلى فرقة الورشة والتي كانت من أهم الورش الحرة الموجودة في هذا الوقت وقدم من خلالها مسرحية داير ما يدور بطولة الفنانة عبلة كامل وأحمد كمال وأحمد مختار والدكتور محمود اللوزي وسيد رجب ومجموعه كبيرة من الفنانين والكتاب وقدمت هذه المسرحية على المسرح الثقافي الفرنسي.
تخرج طارق عبد العزيز مع دفعة خالد صالح وهو صديق شخصي له ولمحمد هنيدي وخالد الصاوي والمؤلف أحمد عبد الله.
بدأ حياته الفنية من خلال فيلم صعيدي في الجامعة الأمريكية مع الفنان محمد هنيدي ومجموعه متميزة من الفنانين الشباب. من أشهر أدواره في البدايات دور معد البرامج في فيلم أصحاب ولا بيزنس ودور الشاب القبطي في فيلم ثقافي. شارك مع عمرو دياب في فيلمين هما طول الليالي عام 1999 والقصة في كلمتين عام 2000.

## أعمال

### مسلسلات
- أعمل إيه 2022
- خارج السيطرة2021
- سكر زيادة
- قابيل: 2019-مصطفي[6]
- فكرة بمليون جنيه: 2019-سليم
- رحيم: 2018-سيد[7]
- ريح المدام: 2017-ضيف شرف ح14
- فوبيا: 2017
- الحالة ج: 2017-أحمد عسران
- سيد أندرويد: 2016-زكي جوجل
- أستاذ ورئيس قسم: 2015-متولي[8]
- الحكر: 2014-مصطفى بليلة
- الصقر شاهين: 2013-عويس
- فض اشتباك: 2013-أيمن
- فرعون: 2013-فايد
- الزوجة الرابعة: 2012-دسوقى
- بنات في بنات: 2012-ضيف شرف
- مشرفة رجل لهذا الزمان: 2011-مصطفى النحاس
- نونة المأذونة: 2011-ضياء ح16
- مسيو رمضان مبروك أبو العلمين حمودة: 2011-سالم
- الجماعة: 2010-عبدالحكيم عابدين
- موعد مع الوحوش: 2010-بدير
- الأشرار: 2009-سعد
- الرجل والطريق: 2009-الشيخ أبوالعهد
- أبو ضحكة جنان: 2009-موسى صبري
- عدى النهار: 2008-مصطفى حليمة
- بعد الفراق: 2008-حسام
- العنكبوت: 2008-النورى \ الحاج نور
- اللي اختشوا ماتو: 2006
- خطوة عزيزة: 2006-سلامة
- كشكول لكل مواطن: 2006-مجدي
- أذكى غبي في العالم: 2006-سنقر
- لما يعدي النهار: 2005-عباس
- عواصف النساء: 2005-صابر الفواخري
- كناريا وشركاه: 2003-سعد
- فارس العرب: 2002
- أم كلثوم: 1999-كامل الشناوي
- رأفت الهجان (ج3): 1992

### أفلام
- ألوان:  2022- المدير
- 200 جنيه :  2021 - دكتور سعيد
- جريمة الإيموبيليا: 2018
- خلاويص: 2018-المذيع أمجد
- اشتباك: 2016-حسام
- يوم مالوش لازمة: 2015-المأذون
- فبراير الأسود: 2013-صلاح
- ساعة ونص: 2012-شكري المحامي
- دكان شحاتة: 2009-على
- خالي من الكوليسترول: 2005-مساعد المحقق
- سيب وأنا أسيب: 2004-حليم
- كيمو وأنتيمو: 2004-حمو
- أول مرة تحب يا قلبي: 2003-سيد صديق
- أصحاب ولا بزنس: 2001-عبد الفتاح كمال الشهير بتاح
- الحب مسرحية من 3 فصول: 2001-مخرج مقاولات
- شرم برم: 2001-حمدى
- فيلم ثقافي: 2000-بطرس
- همام في أمستردام: 1999-فرج
- صعيدي في الجامعة الأمريكية: 1998-الرجل الصعيدى في القطار.[9]

### مسلسلات إذاعية
- شيف الحارة: 2019
- برنس ونص: 2019
- رابع جار: 2018-منير
- البخيل هو أنا: 2017
- سبع لفات (7 لفات): 2016
- يخلق من الشبح أربعين: 2015
- شوربة السياحة: 2014
- رومانسية بالأرانب: 2012
- قلقان في مصر: 2011-سيد
- أنا والحبيب: 2010-نور البهتيمى
- شريف ربلنا الخفيف: 2009-الضابط

### أخرى
- صورة سيلفي: 2016-أدم
- رمضونا: 2010-باطيستا
- صندوق خشب: 2009-سائق نصف نقل
- فوازير تياترو: 1998
- حفلة المجانين: 1992

## وفاته
توفي يوم الأحد الموافق 26 نوفمبر 2023، إثر تعرضه لأزمة قلبية مفاجئة، أثناء تصوير مسلسل «وبقينا اتنين»، فنُقل إلى مستشفى في مدينة الشيخ زايد، وقد فارق الحياة إثر الأزمة الصحية التي ألمت به.
وقال شهود عيان منهم منتج المسلسل "كريم أبو ذكري" أن "عبد العزيز" كان متواجدًا منذ صباح يوم الوفاة داخل إستوديو التصوير، مشيرًا إلى أن الوفاة حدثت بدون مقدمات أو علامات تعب وبصورة غير متوقعة. وأضاف الفنان شريف منير أن "عبد العزيز" قال له نصًا: «مش قادر أقف علي رجلي» وذلك قبل حدوث الوفاة مباشرةٍ بعد ذلك غاب عن الوعي تمامًا وحاول الفنان شريف منير تدليك قلبه وسماع صوت نبضاته عن طريق الصدر ولكن ذلك لم يُجدِ نفعًا. وكان طارق عبد العزيز قد أجرى عمليتين لدعامة القلب آخرها كان في شهر يونيو 2023.